# 相模灣脹心蛤
相模湾胀心蛤（学名：Glans sagamiensis），舊名相模湾算盘蛤，是心蛤目算盘蛤科胀心蛤属的一种。
种名 sagamiensis 意为日本“相模湾的”。

## 分佈
主要分布于韩国、台湾。
常栖息在浅海沙底。